# Załuzie (wieś)
Załuzie – wieś  sołecka w Polsce, położona w województwie mazowieckim, w powiecie makowskim, w gminie Różan.
W miejscowości znajduje się Filia Publicznej Szkoły Podstawowej w Różanie. Wieś posiada remizę strażacką oraz świetlicę wiejską. Na terenie miejscowości znajduje się również leśniczówka. Jako miejsce rekreacyjne służy tu staw i nowo wybudowane boisko z ogrodzeniem. Wieś znajdująca się przy trasie Różan - Maków Mazowiecki, ciągnąca się około 4 km i mająca ponad 100 zabudowań gospodarczych. 
W latach 1975–1998 miejscowość administracyjnie należała do województwa ostrołęckiego.
Wierni Kościoła rzymskokatolickiego należą do parafii św. Anny w Różanie.